# Historia de al-Ándalus

Alcance del Califato Omeya en la península ibérica hacia el año 718.

En el siglo VII, los musulmanes habían comenzado una rápida conquista en la que ocuparon Oriente Medio y el norte de África, llegando a la península ibérica a principios del siglo siguiente, en el marco del último proceso expansionista del Califato Omeya de Damasco.

## Antecedentes

### El reino visigodo
Los investigadores modernos destacan que el reino visigodo arrastraba en el siglo  VIII una grave crisis social y económica-fiscal  que afectaba a la estabilidad de sus estructuras en todos los ámbitos políticos, militares, jurídicos o eclesiásticos y lo situaba en un proceso de descomposición, con altas probabilidades de quedar escindido en diversos poderes o ser absorbido por una potencia mayor como finalmente ocurrió con los musulmanes, o ser anexionado dentro de un tiempo al imperio franco carolingio.

### La expansión musulmana
Desde el año 622, que dio inicio a la era islámica con la marcha de Mahoma de La Meca, los musulmanes habían pasado en poco tiempo de ser un pequeño núcleo perseguido en su propia ciudad de origen a controlar un enorme imperio que ocupaba los territorios de Siria, el norte del actual Iraq, Egipto y el Magreb
cuando llegaron a la península ibérica en el 711.

## Conquista musulmana y emirato dependiente (711-756)

Invasión de la península ibérica por los ejércitos musulmanes.

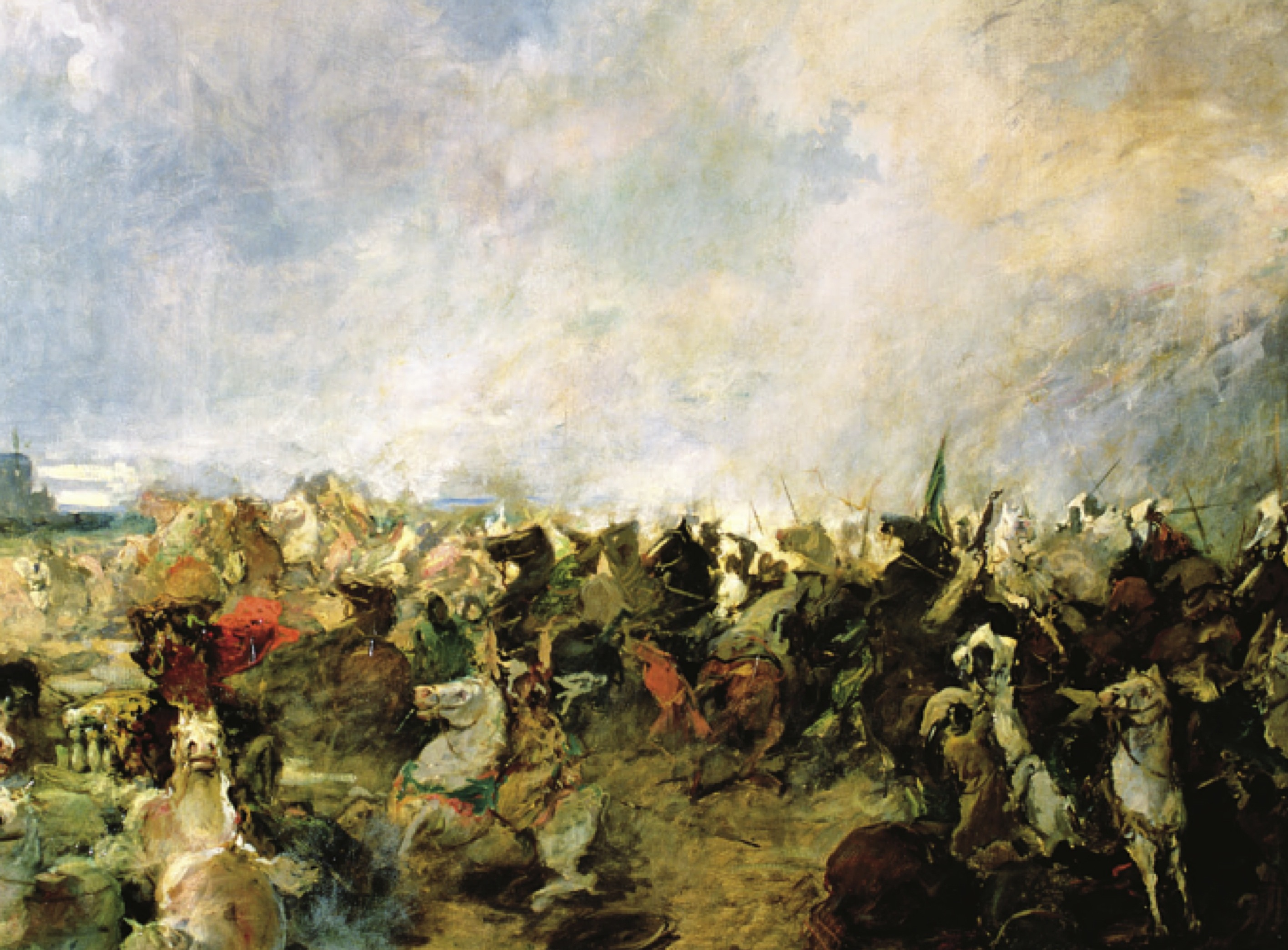
La batalla de Guadalete, de Salvador Martínez Cubells. (Real Academia de Bellas Artes de San Fernando, Madrid)

En el 710, tropas del Califato Omeya, compuestas por árabes y bereberes, cruzaron el estrecho de Gibraltar dirigidos por Táriq ibn Ziyad, lugarteniente del gobernador del Norte de África, Musa ibn Nusayr. En principio Tariq se atrincheró en el peñón que recibiría después su nombre Chabal Tariq, (Gibraltar), a la espera de la llegada del grueso de sus tropas. Solo entonces inició su ofensiva con la toma de Carteia (Cádiz), después de lo cual se dirigió al oeste e instaló su base de operaciones en Al-Yazirat Al-Hadra, (en árabe: الجزيرة الخضراء) lo que hoy es Algeciras.
En el año 711, Tariq se enfrentó a los visigodos en la trascendental batalla de Guadalete, donde venció a Rodrigo, último rey visigodo, y tras dar remate a lo que quedaba del ejército rival en Écija emprendió una rápida conquista, primero en dirección a Toletum (Toledo) y posteriormente hacia Caesar Augusta (Zaragoza). Hacia el 718 la península ibérica, salvo las zonas montañosas del norte habitadas por vascones, galaicos, cántabros y astures, estaba en manos del Califato Omeya.
En el 712 Musa, acompañado por su hijo Abd al-Aziz ibn Musa y con un ejército de 18 000 hombres, cruzó el estrecho de Gibraltar y consolidó las conquistas realizadas. Ocupó Medina Sidonia, Carmona y Sevilla y, seguidamente, atacó Mérida poniendo sitio a la ciudad que resistió un año (30 de junio del 713). Desde Mérida, Musa, se dirigió a Toledo, donde se encontró con Tariq.
Desde 716 la península fue dirigida desde Qurtuba, Córdoba, por un gobernador (wali) nombrado por el califa de Damasco. Los primeros gobernadores aparte de organizar el estado islámico y asentar a inmigrantes árabes, sirios y sobre todo bereberes, llevaron a cabo expediciones contra el reino franco hasta que después de la batalla de Poitiers en el 732, los francos emprendieron diversas campañas que expulsaron a los musulmanes de las tierras situadas al norte de los Pirineos hacia el 759.
En el territorio de al-Ándalus, los musulmanes respetaron a la población cristiana y judía a cambio de un tributo, por pertenecer a una de las religiones abrahámicas, que los dotaba de un estatus determinado, la dhimma. En el caso de los cristianos si no pagaban tributo eran condenados a muerte. Este establecía que, aunque no formaran parte de la umma, comunidad islámica, quedarían protegidos, tendrían sus jueces y conservarían sus ritos. Estas circunstancias motivaron una política de pactos de capitulación donde muchos aristócratas visigodos pudieron conservar propiedades e incluso cierto grado de poder mediante nuevas fórmulas, como es el caso de Teodomiro (en árabe: تدمير Tūdmir), gobernador de la Provincia Carthaginense, que tras un acuerdo gobernó a título de rey un territorio cristiano visigodo autónomo dentro de al-Ándalus, denominado kora de Tudmir.

Este hecho, unido a que una parte de la población, cristianos unitarios y hebreos sobre todo, vieran con buenos ojos el nuevo poder musulmán que los libraba de la dura opresión que los visigodos habían ejercido contra ellos, podría explicar la rapidez de los moros 

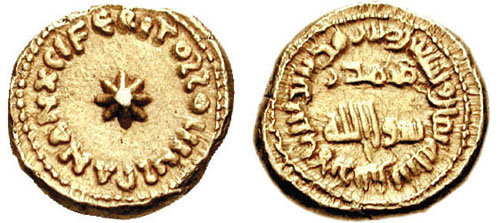
Dinar omeya de 716-717.

La composición social de al-Ándalus fue muy compleja y varió a lo largo de su historia; por un lado se encuentran los que pertenecían a la comunidad islámica, Umma, que se dividían en libres y esclavos y étnicamente en árabes, sirios, bereberes, muladíes (cristianos conversos al islam y sus descendientes) saqalibas (de origen eslavo y que podían ser esclavos o libres), y también esclavos provenientes de África, aunque estos nunca llegaron a constituirse como un grupo social diferenciado. Entre los que no pertenecían a la Umma estaban los judíos y los mozárabes (cristianos de al-Ándalus).
| Musulmanes    | árabes bereberes sirios saqalibas muladíes |
| No musulmanes | judíos mozárabes                           |

En el año 750, en Damasco, la familia de los abasídas desplaza a los omeyas del poder, matando a todos sus miembros excepto a Abderramán I, y trasladan el poder a Bagdad.

## Emirato de Córdoba (756-929)
En 750, los abasíes derrocaron a los omeyas del Califato de Damasco y ordenan el asesinato de toda la familia omeya. Seis años más tarde, en 756, Abderramán I –que había escapado del sangriento destino final de los omeyas logrando huir de Damasco– desembarcó en al-Ándalus y se proclamó emir (comandante en jefe) tras conquistar Córdoba y en 773, se independiza de la nueva capital abasí ubicada en Bagdad. Esta independencia es política y administrativa, pero se mantiene la unidad espiritual y moral al continuar el vínculo religioso con el Califato abasí. Abderramán solamente terminó por unificar la Iberia musulmana en el 781, tras capturar Zaragoza (779) y Pamplona y haber sometido a los señores vascones del Pirineo.
Sin embargo, el verdadero organizador del emirato independiente fue Abderramán II, quien delegó los poderes en manos de los visires y logró una islamización muy rápida de la península, reduciendo considerablemente el número de cristianos en territorio musulmán (llamados mozárabes o dhimmis). No obstante, estos siguieron representando la mayoría de al-Ándalus por lo menos hasta el siglo X.
Las disputas entre árabes y bereberes no cesaron completamente tras la proclamación del Emirato, lo que permitió la reorganización de los reinos cristianos en el norte, dando inicio a la Reconquista, alentada por la política proárabe mantenida por la dinastía omeya, lo que provocó numerosas sublevaciones protagonizadas por muladíes, que llegaron a poner en peligro la existencia misma del Emirato.

## Califato de Córdoba (929-1031)

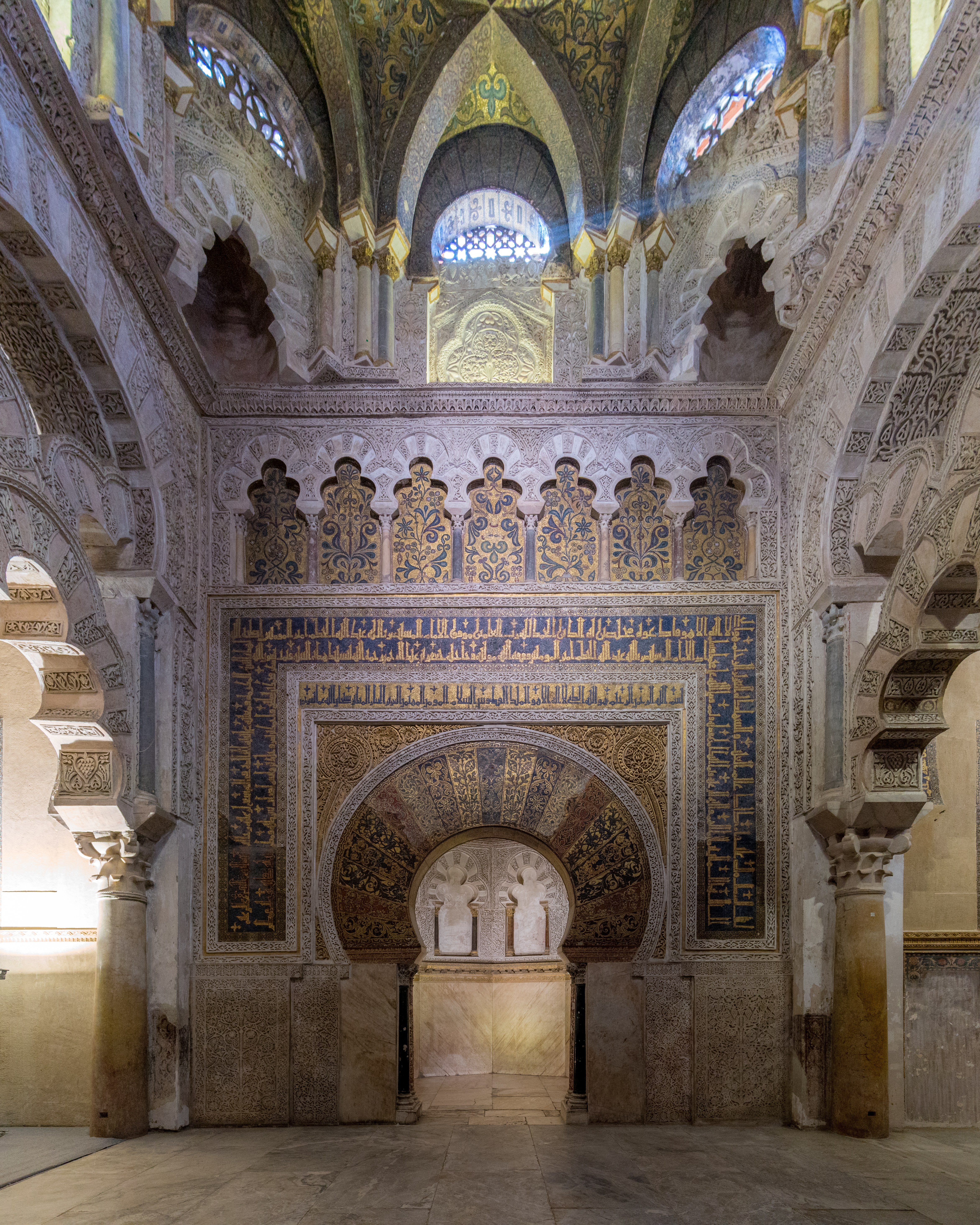
Interior de la Mezquita de Córdoba

A comienzos del año 929 (final del año 316 de la hégira), el emir Abd al-Rahman III proclama el califato de Córdoba, y se nombra a sí mismo Emir al-Muminin (príncipe de los creyentes), lo cual le otorga, además del poder terrenal, el poder espiritual sobre la umma (comunidad de creyentes), de este modo se convirtió en el primer califa independiente de la Península. Por otra parte, la naturaleza misma del poder dinástico cambió a causa de este acontecimiento, y el alcance histórico, reconocimiento y adhesión del pueblo a los califas de al-Ándalus fue inmenso.
Este importante acontecimiento histórico encuentra sus fundamentos en la victoria definitiva que el poder cordobés había logrado unos meses antes sobre la interminable revuelta de Omar Ben Hafsún con la toma de Bobastro en enero de 928. Así mismo, se logró el restablecimiento de la autoridad del poder central de Córdoba sobre la mayor parte del territorio y la rendición de las últimas disidencias como la de Badajoz y de Toledo.
Dentro del contexto general del mundo musulmán en los primeros decenios del siglo X, hay otra causa del acontecimiento que es la creación del califato fatimí proclamado en 910 en Qairawan, norte de África, opuesto al abbassí; sin duda esta fue una justificación implícita de la instauración del título califal en al-Ándalus.
La relación con los reinos vecinos fue tensa; por una parte se encontraba el califato fatimí en las fronteras cordobesas del norte de África; en el año 931, las tropas andalusíes entraron en Ceuta, donde se levantaron fortificaciones importantes. Desde entonces se establecieron tanto en Ceuta como en Melilla guarniciones andalusíes con carácter permanente. El califato omeya desplegó grandes esfuerzos para contener lo mejor posible el avance fatimí, siguiendo en su política de alianzas con las tribus Magrawa-Zanata del Magreb occidental, hostiles a los Sanhaya del centro que sostenían el poder fatimí.
Por el norte se encontraban los reinos cristianos que seguían con sus incursiones en territorio andalusí aprovechando cualquier debilidad del emirato cordobés. En el 932 Ramiro II atacó Madrid y derrotó a un ejército musulmán en Osma en el 933. Aliándose con el poderoso gobernador tuyibí de Zaragoza. Abd al-Rahman III intentó restablecer la situación del lado cristiano organizando una campaña contra el reino de León para restablecer la supremacía musulmana sobre la frontera del Duero. Abd-el-Rahman no alcanzó su objetivo y sufrió una derrota en la batalla de Simancas, seguida de otra en el barranco de Alhándega, aunque estas derrotas no tuvieron, de hecho, graves consecuencias territoriales porque igualmente se consiguieron otras victorias de importancia, los problemas internos paralizaron León y porque el poder cordobés, con su tenacidad, logró mantener una presión lo suficientemente fuerte sobre la frontera, y desplegó un gran esfuerzo para protegerla, edificando nuevas defensas y fortificando las ya existentes.
Abd al-Rahman III mandó edificar en el año 936 la ciudad palatina de Medina Azahara donde se trasladó con su gobierno y la corte.
Cuando llega al poder Al-Hakam II el Califato cordobés se encuentra consolidado tanto en el norte de la Península, con los reinos cristianos bajo vasallaje, como en el Magreb occidental, controlado por el Califato cordobés, bien mediante sus propias tropas, bien por medio de tribus aliadas o sometidas.
A su muerte, Al-Hakam II dejó el trono cordobés a un muchacho de once años sin ninguna experiencia política llamado Hisham, este joven califa contaba con el apoyo de su madre la concubina Subh de Navarra y el ministro Al-Musafi, además de la de un hombre llamado Abi Amir Muhammad, futuro al-Mansur (Almanzor para los cristianos), que mediante intrigas y movimientos políticos fue ascendiendo en el poder hasta hacerse con el poder absoluto. Al-Mansur puso en marcha un programa de reformas en la administración civil y militar y supo atraerse a las clases populares con una política de intensa actividad militar contra los cristianos del norte.
Al-Mansur inició una serie de campañas o algaradas que se adentraron en territorio cristiano, llegando hasta Santiago, Pamplona, etc. Esta política provocó que los reinos cristianos crearan una coalición contra al-Ándalus.

## Primeros reinos de taifas (1031-1090)
Las taifas (palabra que en árabe significa "bando" o "facción") fueron hasta veinticinco pequeños reinos en que se dividió el califato de Córdoba después del derrocamiento del califa Hisham III (de la dinastía omeya) y la abolición del califato en 1031, como consecuencia de la guerra civil.

## Almorávides (1086-1144)
Se conoce como almorávides (en árabe: المرابطون‎ [al-murābiṭūn], y este del singular مرابط [murābiṭ], es decir, «el morabito», especie de ermitaño y soldado musulmán, 'Marabout' en francés) a unos monjes-soldados surgidos de grupos nómadas provenientes del Sáhara. Los almorávides abrazaron una interpretación rigorista del islam y sometieron a su autoridad grandes extensiones del occidente musulmán con las que formaron un imperio centrado en Marruecos, a caballo entre los siglos XI y XII, que llegó a extenderse principalmente por los actuales Mauritania, Argelia, Marruecos y la mitad sur de la península ibérica.

## Segundos reinos de taifas (1144-1172)
Los primeros indicios del malestar andalusí contra los almorávides se produjeron en Córdoba en 1121, cuando la población se rebeló, solo la intervención de los alfaquíes pudo evitar un baño de sangre. Otras rebeliones se produjeron en distintas ciudades. A partir de 1140 el poder almorávide empieza a decaer en el norte de África por la presión almohade y a la península llegan esas noticias.
En 1144 un sufí, Ibn Qasi comenzó un movimiento antialmorávide y van apareciendo territorios musulmanes con gobiernos independientes que constituyen las llamadas segundas taifas. Todas fueron muy efímeras, y la mayor parte de ellas sucumbieron en menos de un lustro al Imperio almohade, salvo la Segunda taifa de Murcia, que regida por el Rey Lobo resistió al poder norteafricano hasta 1172 gracias al apoyo del Reino de Castilla. Caso distinto es la Taifa de Mallorca, que siguió en manos almorávides debido a su carácter insular.

## Terceros reinos de taifas
El tercer período taifas (o taifas post almohades) es un período en la historia de al-Ándalus situado entre la dominación almohade, y el establecimiento del Reino nazarí de Granada.
Entre los años 718 y 1230 se forman los principales núcleos cristianos en la península en los reinos de Castilla, Portugal, Navarra y la Corona de Aragón.

## Reino nazarí de Granada (1238-1492)
El Reino nazarí de Granada, también conocido como Emirato de Granada o Sultanato de Granada, fue un Estado musulmán situado en el sur de la península ibérica, con capital en la ciudad de Granada, que existió durante la Edad Media.
El reino fue fundado en 1238 por el noble nazarí Mohamed-Ben-Nazar. Aunque originalmente tenía su centro de poder situado en Jaén, unos años después el monarca nazarí trasladó su corte a Granada, alrededor de la cual organizó su nuevo Estado. El reino sobrevivió en esta precaria situación gracias a su favorable ubicación geográfica, tanto para la defensa del territorio como para el mantenimiento del comercio con los reinos cristianos peninsulares, con los musulmanes del Magreb y con los genoveses a través del Mediterráneo, lo que hizo que tuviera una economía diversificada.
Mientras la corona de Aragón inició una política de expansión por el Mediterráneo y se confirmó la unión de Castilla con León.
La Reconquista finalizó en 1492 con la toma de Granada por parte de los Reyes Católicos que lo anexionan a la Corona de Castilla. En este mismo año se produjo la expulsión de los judíos y el descubrimiento de América, en nombre de Castilla, por Cristóbal Colón.
| Predecesor: Hispania visigoda | Periodos de la Historia de España Historia de al-Ándalus | Sucesor: Reconquista |